# Hannah Waddingham
Hannah Waddingham (Wandsworth, London, 1974. február 22. –) Primetime Emmy-díjas angol színésznő és énekesnő.

## Filmográfia

### Film
| Év   | Magyar cím                                                    | Eredeti cím                               | Szerep                | Magyar hang     |
| ---- | ------------------------------------------------------------- | ----------------------------------------- | --------------------- | --------------- |
| 2008 | Hogy veszítsük el barátainkat és idegenítsük el az embereket? | How to Lose Friends & Alienate People     | Elizabeth Maddox      |                 |
| 2012 | A nyomorultak                                                 | Les Misérables                            | gyári munkás          | eredeti nyelven |
| 2018 |                                                               | Winter Ridge                              | Joanne Hill           |                 |
| 2019 | Csaló csajok                                                  | The Hustle                                | Shiraz                | Spilák Klára    |
| 2022 | Hókusz pókusz 2.                                              | Hocus Pocus 2                             | Anyaboszorkány        |                 |
| 2024 | A kaszkadőr                                                   | The Fall Guy                              | Terri Shannon         | Peller Anna     |
| 2024 | Garfield                                                      | The Garfield Movie                        | Jinx (hangja)         | Koós Réka       |
| 2025 | Mission: Impossible – A végső leszámolás                      | Mission: Impossible – The Final Reckoning | Neely ellentengernagy | Hay Anna        |
| 2025 | Lilo és Stitch – A csillagkutya                               | Lilo & Stitch                             | Főtanácsosnő (hangja) | Solecki Janka   |
| 2025 | A hupikék törpikék                                            | Smurfs                                    | Jezebeth (hangja)     | Rátonyi Hajni   |

### Televízió
| Év         | Magyar cím                     | Eredeti cím                  | Szerep                       | Megjegyzések                                  |
| ---------- | ------------------------------ | ---------------------------- | ---------------------------- | --------------------------------------------- |
| 2002       | Páran párban                   | Coupling                     | Jenny Turbot                 |                                               |
| 2002       |                                | Brookside                    | Georgina Savage              | 1 epizód                                      |
| 2003, 2006 | Én hősöm                       | My Hero                      | Lula / Miranda / Thermowoman | 1 epizód (4. évad); 1 epizód (6. évad)        |
| 2005       |                                | William and Mary             | Penelope                     | 1 epizód                                      |
| 2005       | Futballistafeleségek           | Footballers' Wives           | Jools                        | 1 epizód                                      |
| 2005       |                                | Hollyoaks: Let Loose         | Mrs. Robertson               | 3 epizód                                      |
| 2006       |                                | The Only Boy for Me          | Melissa                      | télévfilm                                     |
| 2008       |                                | Doctors                      | Dixie Deadman                |                                               |
| 2009       | Kémsuli                        | M.I. High                    | Alannah Sucrose              | 1 epizód                                      |
| 2010       | Agatha Christie: Marple        | Agatha Christie's Marple     | Lola Brewster                | 1 epizód                                      |
| 2010–2011  | Az én kis családom             | My Family                    | Katie                        | 3 epizód                                      |
| 2011       | Agatha Christie: Marple        | Agatha Christie's Marple     | Lola Brewster                | 1 epizód                                      |
| 2011       |                                | Not Going Out                | Jane                         | 1 epizód                                      |
| 2012       | Lúzer töritanár                | Bad Education                | Loretta                      | 1 epizód                                      |
| 2014       |                                | Our Gay Wedding: The Musical | önmaga                       |                                               |
| 2014       |                                | Benidorm                     | Tonya Dyke                   | főszerep , 7 epizód (évad 6)                  |
| 2015       | Tommy és Tuppence forró nyomon | Partners in Crime            | Blonde Assassin              | 3 epizód; minisorozat                         |
| 2015–2016  | Trónok harca                   | Game of Thrones              | Septa Unella                 | 8 epizód                                      |
| 2016       |                                | The Entire Universe          | önmaga                       | tévéfilm                                      |
| 2016       |                                | Josh                         | Phillipa                     | 1 epizód                                      |
| 2017       | 12 majom                       | 12 Monkeys                   | Magdalena                    | visszatérő szerep; 4 epizód                   |
| 2018–2019  |                                | Krypton                      | Jax-Ur / Sela-Sonn           | visszatérő szerep (évad 1); főszerep (évad 2) |
| 2019–      | Szexoktatás                    | Sex Education                | Sofía Marchetti              | visszatérő szerep, 11 epizód                  |
| 2020–2023  |                                | Ted Lasso                    | Rebecca Welton               | főszerep                                      |
| 2021       | Kisvárosi gyilkosságok         | Midsomer Murders             | Mimi Dagmar                  | 1 epizód                                      |
| 2022       |                                | RuPaul's Drag Race UK        | vendégbíró                   | 4. évad                                       |
| 2022       |                                | Willow                       | Hubert                       | 1 epizód                                      |
| 2023       |                                | Tom Jones                    | Lady Bellaston               | 4 epizód                                      |
| 2023       | Eurovíziós Dalfesztivál        | Eurovision Song Contest      | műsorvezető                  |                                               |

## Fordítás
- Ez a szócikk részben vagy egészben  a   Hannah Waddingham című angol Wikipédia-szócikk fordításán alapul.  Az eredeti cikk szerkesztőit annak laptörténete sorolja fel. Ez a jelzés csupán a megfogalmazás eredetét és a szerzői jogokat jelzi, nem szolgál a cikkben szereplő információk forrásmegjelöléseként.